# Бубеннов, Александр Геннадьевич
Александр Геннадьевич Бубеннов (20 августа 1959, Омск, РСФСР — 23 ноября 2015, Омск, Российская Федерация) — советский и российский тренер по боксу, заслуженный тренер России.

## Биография
В 1985 г. окончил Омский государственный институт физической культуры. Являлся мастером спорта СССР по боксу. С 1985 по 1988 год работал на кафедре физического воспитания Сибирского автомобильно-дорожного института. В 1991 г. окончил аспирантуру при Омском государственном институте физической культуры.
С 1991 по 2006 гг. работал на кафедре теории и методики бокса и фехтования Сибирского государственного университета физической культуры и спорта в должности старшего преподавателя. Наряду с преподавательской деятельностью в университете занимался тренерско-преподавательской работой в МОУ «ШВСМ г. Омска» со сборной Омской области по боксу. Подготовил 14 мастеров спорта России и более 50 кандидатов в мастера спорта и получил высшую квалификационную категорию по должности «тренер-преподаватель».
Вместе с заслуженным тренером РСФСР Леонидом Киселёвым подготовил 2-кратного олимпийского чемпиона, чемпион мира и Европы, обладателя Кубка мира, двукратного чемпиона России, заслуженного мастера спорта Алексея Тищенко.
С 2006 г. — заместитель директора по учебно-спортивной работе в ГУ ОО «Центр олимпийской подготовки по боксу», а с 2011 г. — директор КУ ОО «Центр олимпийской подготовки по боксу».
С 1995 г. являлся президентом федерации бокса Омска, а с 2012 г. — вице-президент федерация бокса Омской области.
Похоронен на Ново-Южном кладбище Омска.

## Награды и звания
Заслуженный тренер России.